# Джеремі Канілья
Джеремі Канілья (англ. Jeremy Caniglia; нар. 13 липня 1970) — американський художник-фігуративіст та ілюстратор, переважно у жанрах фентезі та жахів. Він створював ілюстрації для книг і журналів, концептуальні твори мистецтва, обкладинки книг і альбомів, а також комікси, і його роботи знаходяться в кількох важливих публічних колекціях, включаючи Художній музей Джосліна та Університет штату Айова. Його роботи також були показані в Музеї ілюстрації Товариства ілюстраторів.

## Молодість і освіта
Джеремі Канілья народився 13 липня 1970 року в Омахі, штат Небраска. Він ходив до Крейтонської підготовчої школи, де вперше познайомився з мистецтвом.
Класичний традиційний живопис Джеремі вивчав в Університеті штату Айова, отримавши в 1993 році ступінь бакалавра малювання, живопису та гравюри. Після закінчення школи він навчався в коледжі мистецтв Мерілендського інституту у Балтиморі, штат Меріленд, у відомої художниці -абстракціоніста Ґрейс Гартіган. У 1995 році він здобув ступінь магістра закордонних справ цього ЗВО. У 2012 році Канілья почав працювати в підготовчих школах Крейтона як штатний викладач і працював ад'юнкт-професором Крейтонського університету.
У 2017 році Канілья став підмайстром і навчався у художника-фігуратора Одда Нердрама.

## Творчість
Крім Гартігана, якого він бере як взірець як «привнесення нового уявлення в його роботу», Канілья також зазнав впливу старих майстрів, зокрема Леонардо да Вінчі та Караваджо.
Мистецтво Канільї було представлено в Washington Post і на CNN. Він створив обкладинки для відомих мейнстримових авторів (Стівен Кінг, Рей Бредбері, Пітер Страуб, Дуглас Клеґґ, Ф. Пол Вілсон), а також створив обкладинки та ілюстрації для ряду відомих авторів жахів і фентезі, зокрема Еда Лі та Чарлі Джейкоб. Його роботи також з'являлися в журналах розваг і жахів, таких як Rue Morgue, Variety, Fangoria, Flesh and Blood і Cemetery Dance.
Канілья також створював твори мистецтва для громадських установ і церков. У 2009 році він створив релігійну ікону Святої Люсії для церкви Святого Франциска Кабріні, розташованої в Маленькій Італії (Омаха), штат Небраска.
У 2013 році видавництво Lonely Road Books опублікувало спеціальне обмежене видання «Екзорциста: виправлене видання до 40-ї річниці» Вільяма Пітера Блатті. Нове оновлене видання містило новий і переглянутий матеріал, який Блатті виключив з оригінальної книги. Lonely Road Books і Вільям Пітер Блатті залучили Канілью, щоб створити нову обкладинку та інтер'єр для цього спеціального видання. Канілья працював з Warner Home Video, створюючи обкладинки для документального фільму про Вільяма Пітера Блатті та створення «Екзорциста» режисера Лорана Бузеро.
У 2013 році Cemetery Dance опублікував нове обмежене видання «Світова війна Z: Усна історія війни зомбі» Макса Брукса. Для цього спеціального випуску Канілья створив повністю нову обкладинку, щоб збігтися з випуском фільму Всесвітня війна Z. Восени 2013 року він завершив видання «Різдвяної пісні» Чарльза Діккенса до 170-річчя Easton Press. Восени 2016 року він завершив видання Easton Press «лімітованим художнім виданням оповідань О. Генрі».
У 2017 році Канілья залишив Омаху, щоб стати учнем норвезького художника-фігуратора Одда Нердрума. Його гравюра «Сниться Рембрандту» отримала нагороду на виставці монотипії SCNY Club Salmagundi у 2018 році. У 2020 році про життя та творчість Канільї Девід Вайс зняв документальний короткометражний фільм. Цей документальний фільм було відібрано для показу короткометражних фільмів штату Небраска на біс на кінофестивалі в Омахі 2020.

## Нагороди
Канілья був спочатку номінований у 2003 році на премію Міжнародної гільдії жахів як найкращий художник у темному фентезі та жахах, а потім знову у 2004 році, цього разу отримавши престижну нагороду. У 2005 році він був номінований на премію World Fantasy Award як найкращий художник у фентезі. У 2015 році Канілья отримав престижну премію Design Achievement Award від коледжу дизайну Університету штату Айова.

### Книги з мистецтва
- Caniglia (2004). Мертвий як листя: Мистецтво Канільї. Shocklines Press. ISBN 0974908703.
- Spectrum issues 6, 10, 11, 12, and 13[13]
- Flemming, Robyn (2007). Metamorphosis: 50 Contemporary Surreal, Fantastic and Visionary Artists. BeinART Publishing. ISBN 978-0980323108.
- Gothic Art Now: The Very Best In Contemporary Gothic Art, ILEX Publishing, 2008
- Awaken: A New Spirit In Figurative Painting-Caniglia, Unimpressed Press Art books, 2009
- I Before E Except after Death, Unimpressed Press Art books, 2011[14]
- Infected by Art: Volume Two, Hermes Press, 2014[15]
- Infected by Art: Volume Three, Hermes Press, 2015[15]

### Обкладинки книг, коміксів та альбомів
- 2002 рік
  - Селекціонер Дугласа Клеґґа
  - Похмуравесна за редакцією Браяна Найта
  - Ірландське чаклунство та демонологія Сент-Джон д. Сеймур
  - Нечестивці Дугласа Клеґґа
  - Цей плащ червоний, тому що у мене текла кров Тома Пічіріллі
- 2003 рік
  - Макак Едварда Лі
  - Некромант Дугласа Клеґґа
  - Камнетроща / Вирізані ножиці Девіда Дж. Шоу
  - Хор хворих дітей Тома Пічіріллі
  - Евер Нат Едварда Лі
  - Лягай, бляха, вже Тома Пічіріллі
  - Прокляття Тома Пічіріллі
  - Неверленд Дугласа Клеґґа
  - Лють Стіва Герлаха
  - Дитина Едварда Лі
- 2004 рік
  - Бонеланд Джефрі Томаса
  - Дарклінги Рея Ґартона
  - Рука мерця Тіма Леббона
  - Машинерія ночі Дугласа Клеґґа
  - Новий сусід Рея Ґартона
  - Хлопчик-черепаха Кілана Патріка Берка
  - Чекаю своєї черги під ніж, Тома Пічіріллі
- 2005 рік
  - Розбитий янгол Браяна Найта
  - Як Смерть Тіма Ваґонера
  - Лондонський месник Конрада Вільямса
  - Покинутий Дугласа Клеґґа
  - Берсерк Тіма Леббона
  - У опівнічному музеї Гері А. Браунбека
  - Частини ненависті Тіма Леббона
  - Поштовх Тома Пічіріллі
  - Полинові ночі Чарлі Джейкоба
  - Нуль Майкла Макбрайда
  - Саундтрек «Майстри жахів», Immortal Records
- 2006 рік
  - Вона любить монстрів Саймона Кларка
  - Довга дорога додому Брайана Кіна
  - Людина на Гелловін Дугласа Клеґґа
  - Сезон кочовиків Брайана Кіна
  - Дикі тварини. Чотири казки Дугласа Клеґґа
  - Майстри жахів, випуски 1 і 2, IDW Publishing
- 2007 рік
  - Червоні шипи Марго Ленеген
  - Вічний Тіма Леббона
  - Мандрівний цирк Пібоді-Озимандіас і дивацький торговий центр Ф. Пола Вілсона
- 2008 рік
  - Шепіт південного сяйва Тіма Леббона
- 2009 рік
  - Сарана Дугласа Клеґґа
  - Ніжні шматочки Марго Ленеген
- 2011 рік
  - Гутшот Конрада Вільямса
- 2013 рік
  - Екзорцист Вільяма Пітера Блатті
  - Світова війна Z: Усна історія війни зомбі Макса Брукса
  - Різдвяна пісня Чарльза Діккенса
  - Вечеря з сестрами-людожерками Дугласа Клеґґа
- 2014 рік
  - Занурений Томасом Ф. Монтелеоне
- 2015 рік
  - Поганий пес Тома Пічіріллі
  - Backshot Тома Пічіріллі
  - Backshot Еда Ґормана
- 2017 рік
  - Маленький світ Табіти Кінг
- 2018 рік
  - Інтерв'ю з вампіром Енн Райс
  - Доглядачі Табіти Кінг

### Книжкові ілюстрації
- 2003 рік
  - Білий та інші оповідання про руїну Тіма Леббона
- 2004 рік
  - Диявольське вино Стівена Кінга, Пітера Страуба, Рея Бредбері
  - Священик крові Дугласа Клеґґа
  - Троянда Корона Фіони Ейвері
  - Великі історії про привидів за редакцією Стівена Джонса
- 2005 рік
  - Цілитель Майкла Блумлайна, доктора медичних наук
- Різні роки
  - Цикл противників Ф. Пола Вілсона

### Журнали
- Обкладинки
  - Танці на цвинтарі випуск 70 (2013)
  - Ноктюрн випуск 1 (2005)
  - Танці на цвинтарі випуски 37, 38 (2002)
  - Експрес жахів випуск 2 (2004)
- Інтер'єрне мистецтво
  - Вірайти джорнал (липень 2005)
  - Рю-Морг Випуски 47, 52
  - Медіум джорнал (червень 2003)
  - Плоть і кров, випуск 13 (серпень 2003)
  - Чарн ен арр меґезін, випуск 6 (2002)
  - Танці на цвинтарі випуск 39 (2002)
  - Ктулху секс меґезін, випуск 18 (2004)
  - Редзін випуск 9 (2003)
  - Художній салон Дарка, випуск № 3 (1996)

### Фільми, DVD та ТБ (як концептуальний художник)
- Майстри жахів Сезон 1 (Showtime) 2005—2006
- Майстри жахів Японський DVD випуск (Kadokawa Pictures, США) 2006
- Художник і актор Black Luck у бойовику (2016)